# Танжер (Вірджинія)
Танжер (англ. Tangier) — місто (англ. town) в США, в окрузі Аккомак штату Вірджинія. Населення — 436 осіб (2020).

## Географія
Танжер розташований за координатами 37°49′26″ пн. ш. 75°59′25″ зх. д. / 37.82389° пн. ш. 75.99028° зх. д. (37.823814, -75.990340).  За даними Бюро перепису населення США в 2010 році місто мало площу 3,23 км², уся площа — суходіл. В 2017 році площа становила 1,40 км², з яких 1,40 км² — суходіл та 0,00 км² — водойми.

## Демографія
Згідно з переписом 2010 року, у місті мешкало 727 осіб у 324 домогосподарствах у складі 234 родин. Густота населення становила 225 осіб/км².  Було 377 помешкань (117/км²).
Расовий склад населення:
| - 98,2 % — білих - 0,6 % — чорних або афроамериканців - 0,4 % — азіатів |

До двох чи більше рас належало 0,8 %. Частка іспаномовних становила 0,3 % від усіх жителів.
За віковим діапазоном населення розподілялося таким чином: 18,6 % — особи молодші 18 років, 59,9 % — особи у віці 18—64 років, 21,5 % — особи у віці 65 років та старші. Медіана віку мешканця становила 48,6 року. На 100 осіб жіночої статі у місті припадало 104,8 чоловіків;  на 100 жінок у віці від 18 років та старших — 92,8 чоловіків також старших 18 років.
Середній дохід на одне домашнє господарство  становив 51 883 долари США (медіана — 39 231), а середній дохід на одну сім'ю — 60 080 доларів (медіана — 49 375). За межею бідності перебувало 15,5 % осіб, у тому числі 16,7 % дітей у віці до 18 років та 16,7 % осіб у віці 65 років та старших.
Цивільне працевлаштоване населення становило 237 осіб. Основні галузі зайнятості: сільське господарство, лісництво, риболовля — 29,5 %, освіта, охорона здоров'я та соціальна допомога — 20,3 %, роздрібна торгівля — 17,7 %.